# William Shaner
William „Will“ Shaner (* 25. April 2001 in Colorado Springs, Colorado) ist ein US-amerikanischer Sportschütze.

## Erfolge
William Shaner nahm an den Olympischen Spielen 2020 in Tokio teil, bei denen er mit dem Luftgewehr antrat. Er qualifizierte sich als Dritter mit 630,8 Punkten für das Finale, in dem er mit 251,6 Punkten einen neuen Olympiarekord aufstellte. Mit dieser Punktzahl ließ er die gesamte Konkurrenz inklusive der beiden Chinesen Sheng Lihao und Yang Haoran auf den Rängen zwei und drei hinter sich und gewann als Olympiasieger die Goldmedaille. Er trat außerdem mit Alison Weisz in der Mixedkonkurrenz an und belegte mit ihr den fünften Platz in der ersten Qualifikationsrunde. In der zweiten Runde schieden die beiden als Sechstplatzierte schließlich aus.
Shaner studiert an der University of Kentucky, für die er auch im Collegesport aktiv und erfolgreich ist.